# Cotinorrhina columbica
Cotinorrhina columbica är en skalbaggsart som beskrevs av Hermann Burmeister 1842. Cotinorrhina columbica ingår i släktet Cotinorrhina och familjen Cetoniidae. Inga underarter finns listade i Catalogue of Life.